# Szögliget
Szögliget ist eine ungarische Gemeinde im Kreis Edelény im Komitat Borsod-Abaúj-Zemplén. Zur Gemeinde gehört der drei Kilometer nordwestlich gelegene Ort Derenk, der nicht mehr besiedelt ist.

## Geografische Lage
Szögliget liegt in Nordungarn, 47,5 Kilometer nördlich des Komitatssitzes Miskolc, 26 Kilometer nördlich der Kreisstadt Edelény, drei Kilometer südlich der Grenze zur Slowakei an dem Fluss Ménes-patak. Nachbargemeinden sind Szin und Bódvaszilas. Jenseits der Grenze befindet sich der slowakische Ort Silická Jablonica. Zudem liegt die Gemeinde auf dem Gebiet des Nationalparks Aggtelek.

## Sehenswürdigkeiten
- Burgruine (Szádvár), nördlich des Ortes auf einem 460 Meter hohen Berg
- Heimatmuseum (Pista Bácsi Tájháza)
- Höhlen in der Umgebung
- Nationalpark Aggtelek
- Polnisches Gedenkhaus in Derenk
- Reformierte Kirche
- Römisch-katholische Kirche Sarlós Boldogasszony, erbaut um 1788
- Römisch-katholische Kapelle in Derenk
- See (Ménes-tó)
- Zsófia-Patócsy-Statue, erschaffen von Szonja Katona

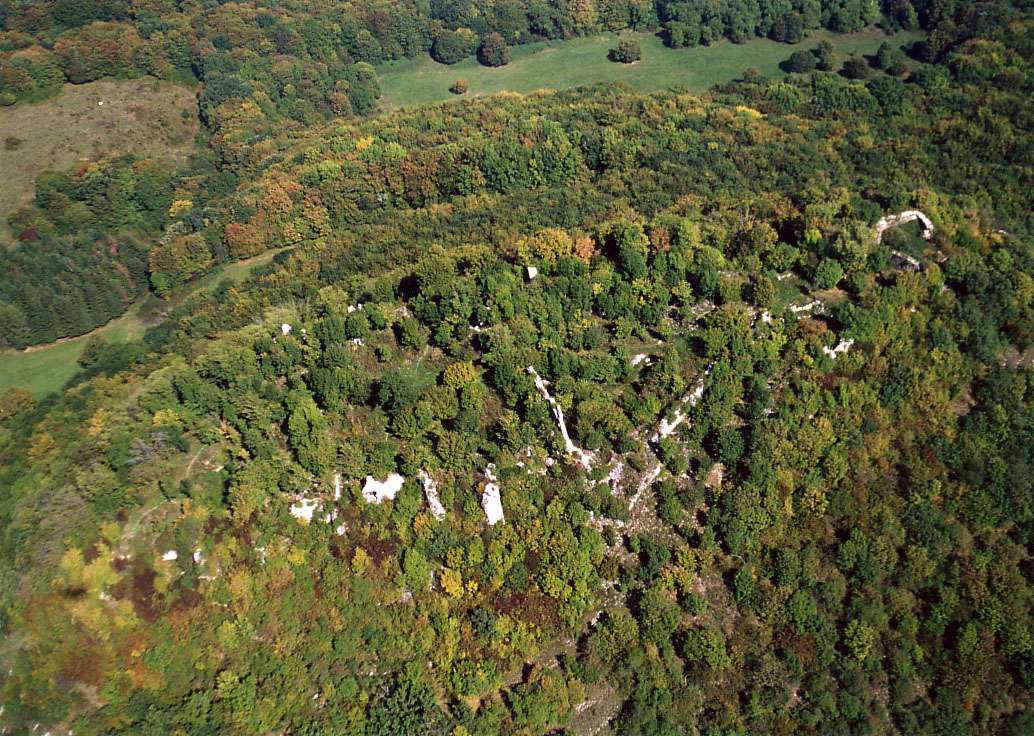
Blick auf die Burgruine
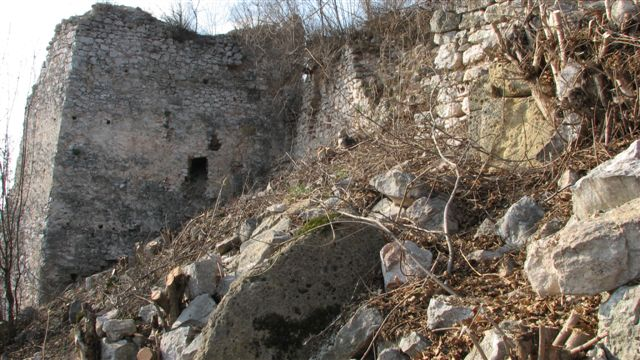
Burgruine
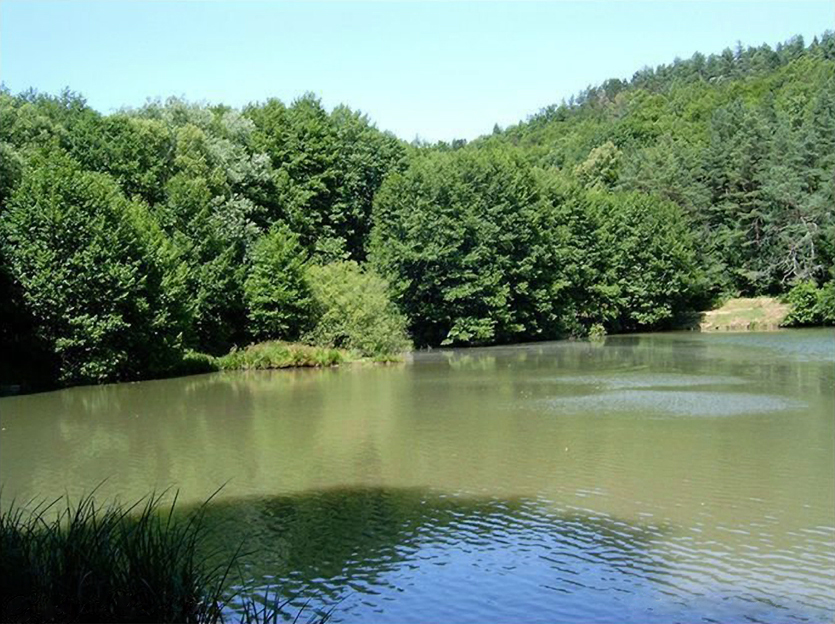
Ménes-tó
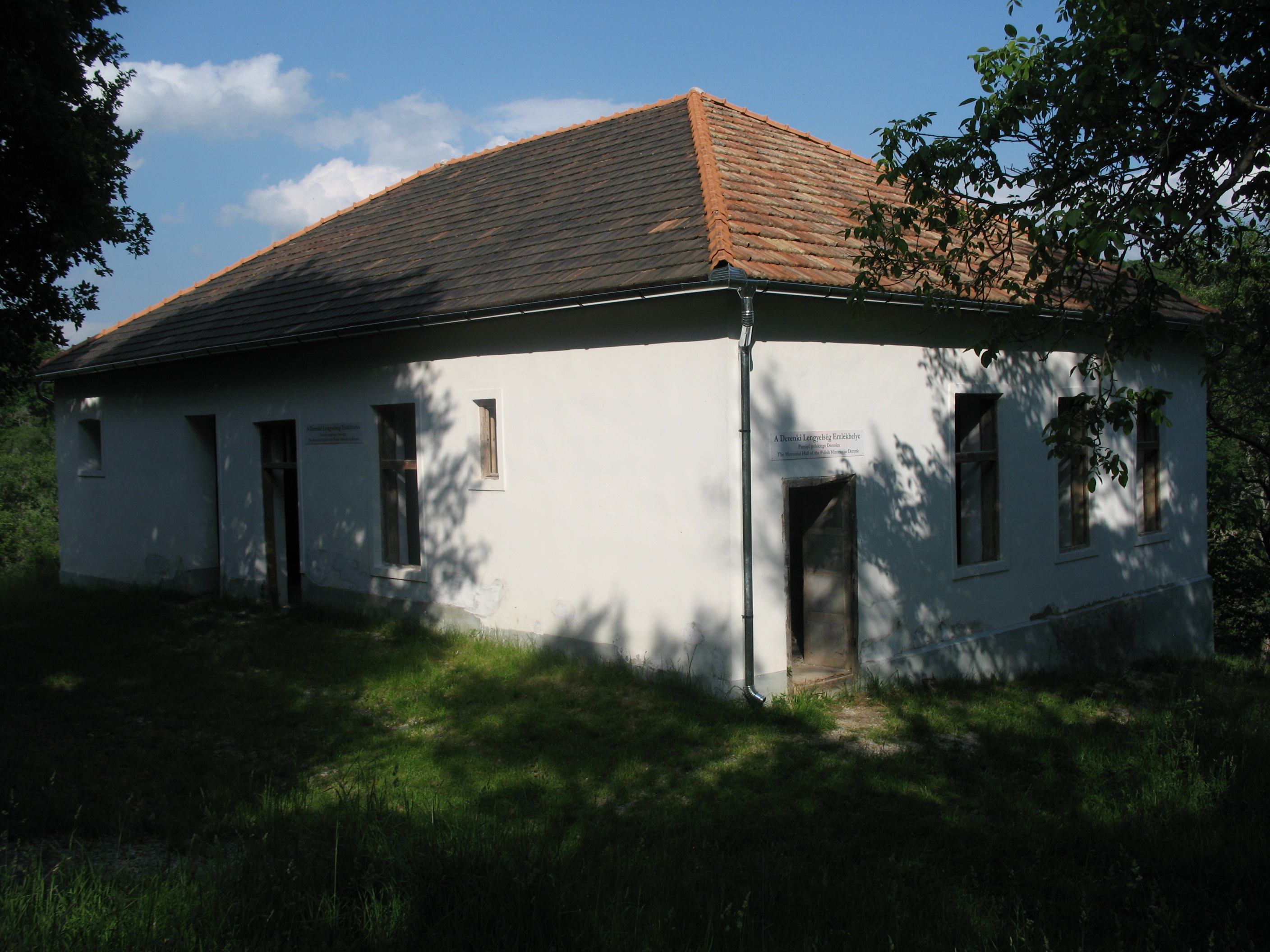
Polnisches Gedenkhaus in Derenk
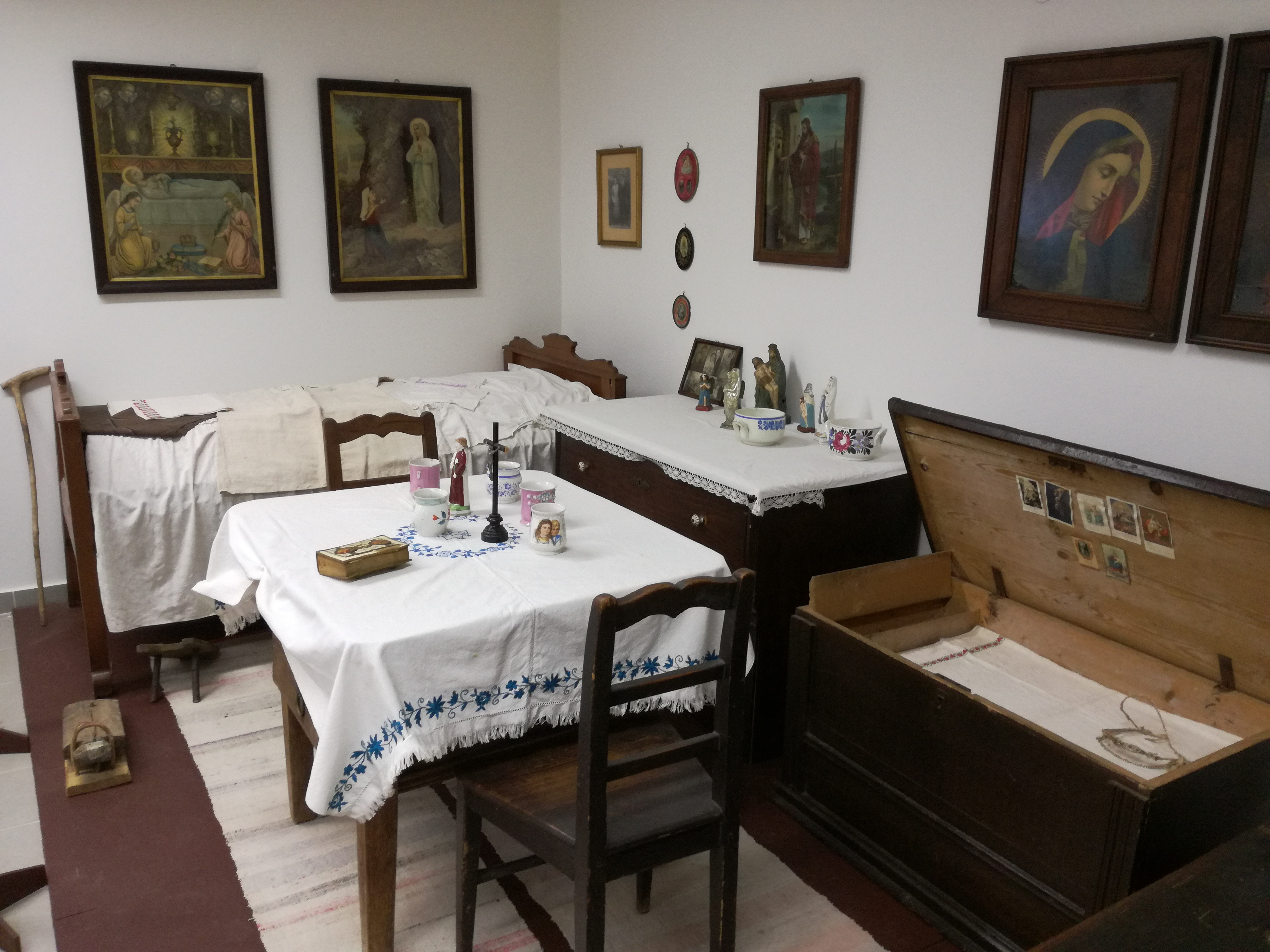
Raum im polnischen Gedenkhaus
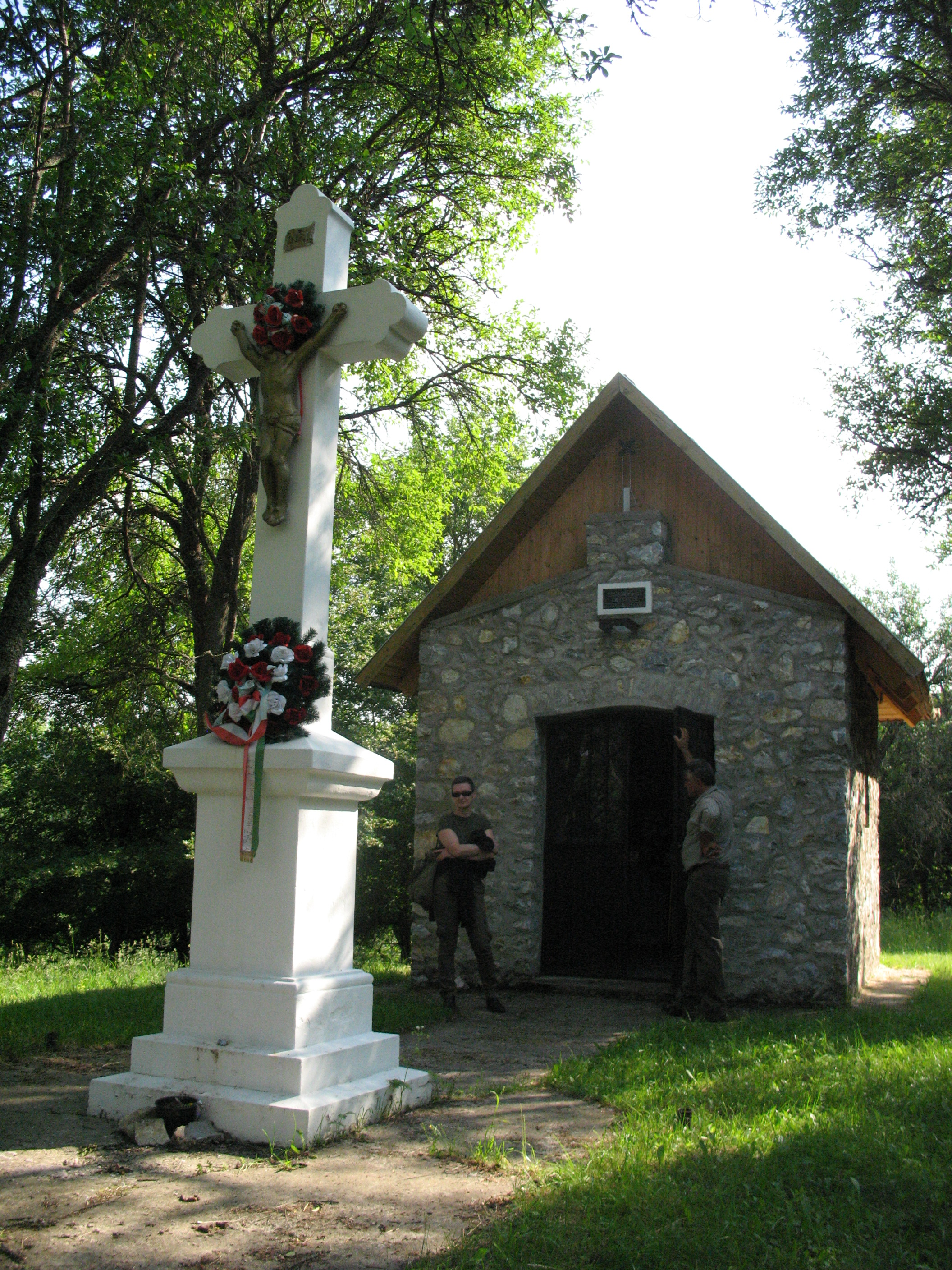
Kapelle in Derenk

## Verkehr
Durch Szögliget verläuft die Nebenstraße Nr. 26115. Es bestehen Busverbindungen nach Bódvaszilas sowie über Szin und Szinpetri nach Jósvafő. Der nächstgelegene Bahnhof Jósvafő-Aggtelek befindet sich drei Kilometer südöstlich.